# بورزیان-یلگا
بورزیان-یلگا (به لاتین: Burzyan-Yelga) یک منطقهٔ مسکونی در روسیه است که در باشقیرستان واقع شده‌است.